# Małgorzata Mraz
Małgorzata Mraz (ur. 1959) – polska doktor habilitowana nauk kultury fizycznej, specjalizująca się w fizjoterapii, neurologii, kinezjologii edukacyjnej oraz psychomotoryce; nauczycielka akademicka związana z Akademią Wychowania Fizycznego we Wrocławiu.

## Życiorys
Po ukończeniu kolejno szkoły podstawowej o średniej oraz pomyślnie zdanym egzaminie maturalnym podjęła studia na kierunku rehabilitacja ruchowa na Akademii Wychowania Fizycznego we Wrocławiu, zakończone w 1981 roku magisterium z wyróżnieniem.
Cztery lata później podjęła pracę zawodową w swojej macierzystej uczelni na stanowisku asystenta. Jednocześnie pracowała jako fizjoterapeuta w Dziale Rehabilitacji Specjalistycznego Szpitala Zespolonego im. Tadeusza Marciniaka we Wrocławiu. Stopień naukowy doktora nauk o kulturze fizycznej uzyskała w 1994 roku na podstawie pracy pt. Stabilografia pozycji stojącej u osób zdrowych i chorych po udarze mózgowym oraz z niedostatecznością krążenia mózgowego, której promotorem był prof. Zdzisław Zagrobelny. W 2011 roku Rada Wydziału Wychowania Fizycznego wrocławskiej AWF nadała jej stopień naukowy doktora habilitowanego nauk o kulturze fizycznej w zakresie kultury fizycznej na podstawie rozprawy nt. Ocena stabilności posturalnej osób ze stwardnieniem rozsianym objętych postępowaniem fizjoterapeutycznym. Rok później otrzymała stanowisko profesora nadzwyczajnego w Katedrze Fizjoterapii w Dysfunkcjach Narządu Ruchu. 
Ukończyła wiele kursów podyplomowych, głównie dotyczących metod neurofizjologicznych, a także technik oraz sposobów specjalistycznych w tej dziedzinie. W 2002r. ukończyła specjalizację z psychomotoryki i uzyskała certyfikat francusko-polski. W 2012 roku objęła stanowisko prodziekana ds. nauki Wydziału Fizjoterapii AWF we Wrocławiu.

## Dorobek naukowy
Zainteresowania naukowe Małgorzaty Mraz koncentrują się wokół zagadnień związanych ze stabilnością ciała, fizjoterapią w neurologii, fizjoterapią w zawrotach głowy i zaburzeniach równowagi. Jej drugi kierunek badawczy dotyczy zastosowania krioterapii ogólnoustrojowej w fizjoterapii osób z uszkodzeniem układu nerwowego. 
Współpracuje z wieloma organizacjami naukowymi oraz społecznymi. Otrzymała honorowe członkostwo Polskiego Towarzystwa Stwardnienia Rozsianego w 2004 roku. Jest członkiem Polskiego Towarzystwa Rehabilitacji i Polskiego Towarzystwa Rehabilitacji Neurologicznej, a także Oddziału Dolnośląskiego Polskiego Towarzystwa Gerontologicznego.

## Odznaczenia
- Brązowy Krzyż Zasługi (2014)[7]